# École de commerce et d'informatique
 (mars 2015).
L'École de commerce et d'informatique est une école de promotion sociale de la ville de Liège (Belgique).
Anciennement appelée « cours du soir », la promotion sociale offre des formations à des adultes et leur permet d'obtenir un diplôme certifié. 
L’École de commerce et d'informatique est actuellement abritée dans les locaux d'Hazinelle, un bâtiment scolaire situé au cœur de la ville de Liège (à proximité du pont d'Avroy). 

## Formations
Plusieurs formations sont organisées dans l'école :
- au niveau supérieur, plusieurs sections forment des bacheliers (bachelors) :
  - Bachelier en Informatique de gestion
  - Bachelier en Comptabilité
  - Bachelier en Commerce extérieur
  - Bachelier en Transports et Logistique d'entreprise
  - Bachelier en Droit
- au niveau secondaire, plusieurs sections forment des techniciens :
  - Technicien de Bureau
  - Technicien en Bureautique
  - Technicien en Comptabilité
  - Technicien en Informatique
- l'école organise également des cours de remédiation en orthographe